# 水山野青茅
水山野青茅（学名：Deyeuxia suizanensis），为禾本科野青茅属下的一个植物种。